# Sólyom (település)
Sólyom (román nyelven Șoimi), falu Romániában, Bihar megyében.

## Fekvése
Bihar megyében, Belényesszentmiklós-tól délre, a Nagyvárad-Belényesi vasútvonal mentén, a béli hegyek alatt fekvő település.

## Története
Sólyom nevét 1487-ben Solyond, Sylyond néven említette először oklevél.
1600-ban Soliond, 1692-ben Solom, Solondi, 1808-ban Sólyom (Beél-), Solym, 1913-ban Sólyom néven írták.
Sólyom falu a fennmaradt hagyományok szerint a pálos szerzeteseké volt.
A település határában a Kristor nevű hegyen zárda romjai voltak láthatók. A Solmului nevű hegyen pedig váromladékok voltak.
1851-ben Fényes Elek írta a településről:
"Sólyom, Bihar vármegyében, 149 óhitű lakossal, anyatemplommal. Urbéri szántó 85, rét 60, majorsági erdő 420 hold. Folyóvize a Fekete Körös. Határában láthatók egy régi épület romjai, melly azonban vár volt-e vagy zárda, nem tudhatni. Bírja a váradi görög katholikus püspök."
Sólyom település birtokosa a nagyváradi görögkatolikus püspök volt, még a 20. század elején is.
1910-ben 491 lakosából 46 magyar, 415 román volt. Ebből 18 református, 445 görögkeleti ortodox, 20 izraelita volt.
A trianoni békeszerződés előtt Bihar vármegye Belényesi járásához tartozott.

## Nevezetességek
- Görögkatolikus templom – 1800 körül épült.